# Naveen Patnaik
Naveen Patnaik (oriya: ନବୀନ ପଟ୍ଟନାୟକ), född 16 oktober 1946, är en indisk författare, politiker och Odishas premiärminister (engelska: Chief Minister) sedan 2000. Då hans femte mandatperiod började 2019, blev han en av dem indiska förtroendevalda som har suttit längst på sin post. Bara Pawan Kumar Chamling  från Sikkim och Jyoti Basu från Västbengalen har haft lika långa karriärer som delstaternas premiärministrar.. Han är också grundaren av partiet Biju Janata Dal.

## Bakgrund och privatliv
Patnaik studerade på Kirori Mal College, som är en del av Delhiuniversitet, och utexaminerades som kandidat. Innan sin politiska karriär verkade han som författare och publicerade tre böcker. Patnaik är ogift.
Fast Odisha är Patnaiks hemland, har han haft svårigheter med delstatens majoritetsspråk oriya. Under kampanjresor har han tolkar och talar mestadels engelska. Detta har dock inte påverkat hans popularitet negativt..
Under parlamentsvalet 2019 var det diskussion i media om den 72-årige Patnaiks hälsa. Patnaik själv berättade för tv-kanalen NDTV att han motionerar dagligen och att alla rykten om hans hälsa är politiserade och falska.

## Politisk karriär
Då Patnaiks far Biju Patnaik dog 1997, flyttade Naveen tillbaka till Indien från USA och tog över efter sin far. Han började med att grunda ett nytt parti: Biju Janata Dal. 1997 valdes han till Lok Sabha (Indiens parlaments underhus) för första gången. Mellan 1998 och 2000 var han Indiens gruvminister.
Patnaik valdes till Odishas premiärminister 2000 och har blivit omvald sedan dess. Hans femte och nuvarande mandatperiod började 2019.
I sin politik betonar Patnaik sekularism och har sagt bl.a. att "varje ben i min kropp är sekulariserat". Efter våldsdåd mot dem kristna i Odisha år 2007 avslutade Patnaik och BJD allt samarbete med Bharatiya Janata Party. I början av sin politiska karriär ansågs Patnaik vara för vek. Han har ändå profilerat sig som progressiv och miljömedveten ledare som inte har lidit av någon stor skandal.. Ett kontroversiellt beslut var att göra hans fars biografi till en obligatorisk del av skolornas läroplan 2016.